# Service client de l'année
 (octobre 2013).
Si vous disposez d'ouvrages ou d'articles de référence ou si vous connaissez des sites web de qualité traitant du thème abordé ici, merci de compléter l'article en donnant les références utiles à sa vérifiabilité et en les liant à la section « Notes et références ».
L'Élection du Service Client de l'Année est un prix qui récompense la qualité des services clients par secteur d’activité depuis février 2007.
Depuis plusieurs années, le concours s'installe à l'international et est organisé en Espagne, au Royaume-Uni et au Maroc.

## Contexte
Au-delà du prix lors de l'achat d'un produit ou d'un service, la qualité des services clients constituent aujourd'hui l'un des principaux vecteurs de différenciation concurrentielle des marques et des administrations. L'Élection du Service Client de l'Année est un prix organisée par la société Viséo Customer Insights et destinée à évaluer les entreprises sur la qualité de leur relation client.
Le concours se limite aux entreprises désirant participer, et l'inscription est payante.
Bien qu'il ne communique au public  ni le nombre de participants ni leurs noms, l'organisation précise que chaque catégorie comporte au minimum trois entreprises testées. Pour être lauréat, il faut obtenir la note la plus élevée de sa catégorie et cette note doit être supérieure ou égale à 12/20.

## Méthode
L'élection du Service Client de l'Année se fonde sur une méthode reposant sur le principe du client mystère. Les tests sont réalisés par Inference Operations, filiale terrain du Groupe BVA. Chaque année une cinquantaine de catégories comportant trois à huit participants par catégorie sont audités par le biais de tests clients mystères.
Elle teste la relation client sur les quatre principaux canaux de communication (téléphone, e-mail ou formulaire web, sites Internet, réseaux sociaux et chat).
La qualité de la relation client est évaluée via treize à quinze critères appliqués à l'ensemble de la chaîne : avant-vente, vente et après-vente.
En 2018, pour la 12e édition de l'Élection du Service Client de l'Année, la méthode était la suivante :
- 225 tests clients mystères sont effectués par entreprise. Ils sont répartis entre les appels téléphoniques (140), les e-mails ou formulaires (50), la navigation Internet (15) dont huit sur smartphone ou tablette), les réseaux sociaux (10) et le chat (10)[5],[6][source insuffisante] ;
- la période d'évaluation s'étend sur dix semaines (de mai à juillet).

## Lauréats
Les lauréats,sont désignés selon la catégorie dans laquelle ils sont inscrits. Chaque catégorie comprend un minimum de trois entreprises exerçant dans le même secteur d'activité. Le lauréat de chaque catégorie est le participant qui obtient la note la plus élevée dans sa catégorie. La note minimale pour un lauréat étant de 12/20, chaque année des catégories n'ont pas de lauréat.
Les entreprises lauréates sont récompensées par le signe de valorisation qui leur est attribué, utilisable durant 11 mois sur tous leurs supports de communication. Les logos sont distingués par le nom de la catégorie du lauréat inscrit en blanc dans la partie bleue du logo, ainsi que l'année d'obtention.

## Controverses
En 2010, Free a remporté le prix Élu Service Client de l'Année dans la catégorie Opérateurs de Téléphonie fixe et Internet. Cependant Free était le seul à concourir dans sa propre catégorie. En conséquence l'opérateur SFR a attaqué la société organisatrice (Viséo Conseil) au motif que le prix était trompeur. Dans son jugement en date du 11 septembre 2012, le Tribunal de commerce de Paris condamne la société Viséo Conseil pour « pratiques trompeuses ayant causé un préjudice à SFR » et à lui verser 300 000 € de dommages et intérêts. Le Tribunal précise également que la dénomination « meilleur service client de l’année 2011 » est trompeuse, alors que le prix est décerné suivant des tests réalisés en 2010. La société Viséo Conseil a fait appel de la décision.Un arrêt de la Cour d’Appel de Paris viendra confirmer la décision et cette prétendue élection confirmée comme étant une publicité mensongère.
À la suite de cette décision le règlement de la manifestation a été modifié. Désormais chaque catégorie comporte au minimum trois entreprises et certaines catégories comptent jusqu'à 11 participants.
En 2023, on constate cependant encore de nombreuses controverses sur ce concours, et aucune vérification publique n'est possible au sujet du nombre de participants au sein d'une catégorie. La  société Viséo Conseil ne communique jamais cette donnée, et ne fait pas appel a un jury ou a un huissier de justice pour fiabiliser les résultats, donc il n'est pas possible pour le public de savoir si le règlement est toujours appliqué.
Ce logo est désormais régulièrement raillé sur les réseaux sociaux. Les internautes, souvent de vrais clients déçus des services clients des lauréats cités, remettent en question la légitimité d'un tel label, au motif que la sélection n'est ni effectuée par de réels clients, ni par un collège d'experts, mais par le prestataire Viséo Conseil lui même, qui reçoit une rémunération pour cela. Il est également souligné que certaines sociétés obtiennent la récompense jusqu'à 8 années consécutives, ce qui semble confirmer que les sociétés concourant dans une catégorie ne sont sans doute pas représentatives de la réalité de leur secteur.